# Cary-Hiroyuki Tagawa

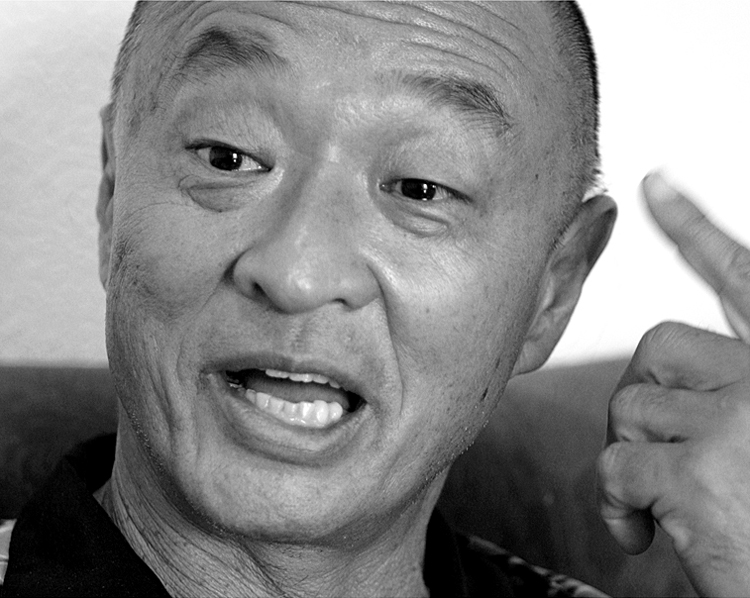
Cary-Hiroyuki Tagawa

Cary-Hiroyuki Tagawa (jap. 田川 洋行, Tagawa Hiroyuki; * 27. September 1950 in der Präfektur Tokio, Japan) ist ein russisch-US-amerikanischer Filmschauspieler und Filmproduzent japanischer Abstammung.

## Leben
Obwohl in Japan geboren, wuchs Cary-Hiroyuki Tagawa in verschiedenen US-amerikanischen Städten auf. Durch seinen Vater, Angehöriger der US Army, musste die Familie oft umziehen. So lebte Tagawa in Fort Bragg (North Carolina), Fort Polk (Kalifornien) und Fort Hood (Texas). Zuletzt lebte die Familie im südlichen Kalifornien, wo Tagawa Student an der University of Southern California war und als Austauschstudent nach Japan ging.
Ab 1986 stand Tagawa, der als Jugendlicher im Schultheater zu sehen war, für zahlreiche Filme und Fernsehserien vor der Kamera. Dabei verkörperte er oft asiatische Schurken. Bekannt wurde Tagawa 1995 durch seine Rolle als Shang Tsung in Mortal Kombat (1995). 1999 verkörperte er im Film Fight of the dragon, in dem auch der schwedische Action-Star Dolph Lundgren mitspielte, den grausamen General Ruechang. Aber auch durch seine Rolle als Flottenadmiral Genda im 2001 produzierten Kriegsepos Pearl Harbor ist er einer breiten Masse bekannt.
2007 debütierte Tagawa als Filmproduzent mit dem Actionfilm Duel of Legends. 2012 ist er in der Web-Serie „Mortal Kombat Legacy“ wieder in der Rolle des Shang Tsung zu sehen.
2018 wurde er in die Academy of Motion Picture Arts and Sciences berufen, die jährlich die Oscars vergibt.
Er ist verheiratet und hat mit seiner Frau Sally eine Tochter und einen Sohn.
Im Jahr 2016 nahm Tagawa auch die russische Staatsbürgerschaft an.

## Filmografie (Auswahl)

### Spielfilme
- 1987: Der letzte Kaiser (The Last Emperor)
- 1989: James Bond 007 – Lizenz zum Töten (Licence to Kill)
- 1990: Kickboxer 2 – Der Champ kehrt zurück (Kickboxer 2: The Road Back)
- 1991: Showdown in Little Tokyo
- 1992: Nemesis
- 1992: Das Gesetz der Gewalt (American Me)
- 1993: Die Wiege der Sonne (Rising Sun)
- 1994: Das Geheimnis der Braut (Picture Bride)
- 1995: Mortal Kombat
- 1995: Soldier Boyz
- 1996: Das Phantom (The Phantom)
- 1997: Showdown (Top of the World)
- 1998: American Dragons – Blutige Entscheidung (American Dragons)
- 1998: John Carpenters Vampire (John Carpenter’s Vampires)
- 1999: Fight of the Dragon
- 1999: Johnny Tsunami – Der Wellenreiter (Johnny Tsunami)
- 2000: The Art of War
- 2001: Pearl Harbor
- 2001: Planet der Affen (Planet of the Apes)
- 2003: Baywatch – Hochzeit auf Hawaii (Baywatch – Hawaiian Wedding)
- 2004: Fallacy
- 2005: Elektra
- 2005: Die Geisha (Memoirs of a Geisha)
- 2007: Balls of Fury
- 2007: Johnny Kapahala: Zurück auf Hawaii (Johnny Kapahala: Back on Board)
- 2008: Bodyguard – A New Beginning
- 2009: Hachiko – Eine wunderbare Freundschaft (Hachi: A Dog’s Tale)
- 2009: Edgar Allan Poe’s Das Grab der Ligeia (The Tomb)
- 2010: Tekken
- 2011: Duel of Legends
- 2013: 47 Ronin
- 2014: Ninja Apokalypse
- 2014: Tekken 2: Kazuya’s Revenge
- 2014: Skin Trade
- 2015: The Man with the Iron Fists 2
- 2015: Priest-san: Confessions of a Samurai
- 2015: Little Boy
- 2016: Kubo – Der tapfere Samurai (Kubo and the Two Strings, Sprecher)
- 2016: Showdown in Manila
- 2017: Diamond Cartel
- 2019: Looking in the Mirror
- 2019: Girl Games
- 2020: Sky Sharks
- 2020: Duel of Legends
- 2023: Junction

### Fernsehserien
- 1987: MacGyver (Folge 2x17)
- 1987: Die Colbys – Das Imperium (Dynasty II – The Colbys, Folge 2x22)
- 1987: Raumschiff Enterprise – Das nächste Jahrhundert (Star Trek: The Next Generation, Folge 1x01)
- 1987, 1989: Miami Vice (Folge 4x09, 5x07)
- 1989: Superboy (Folge 1x18)
- 1989: Unter der Sonne Kaliforniens (Knots Landing, Folge 10x21)
- 1989: Das Model und der Schnüffler (Moonlighting, Folge 5x09)
- 1989: In geheimer Mission (Mission: Impossible, Folge 2x05)
- 1990: Jake und McCabe – Durch dick und dünn (Jake and the Fatman, Folge 3x26)
- 1992: Raven (Folgen 1x01, 1x03)
- 1992: Baywatch – Die Rettungsschwimmer von Malibu (Baywatch, Folge 2x13)
- 1993: Renegade – Gnadenlose Jagd (Renegade, Folge 1x14)
- 1993–1994: Space Rangers (6 Folgen)
- 1994: Thunder in Paradise (2 Folgen)
- 1995: Babylon 5 (Folge 3x02)
- 1996: Cybill (Folge 3x03)
- 1996: Nash Bridges (15 Folgen)
- 1996: Sabrina – Total Verhext! (Sabrina, the Teenage Witch, Folge 1x10)
- 1997: Stargate – Kommando SG-1 (Stargate SG-1, Folge 1x03)
- 1998: Rache nach Plan (Vengeance Unlimited, Folge 1x06)
- 1998: Poltergeist – Die unheimliche Macht (Poltergeist: The Legacy, Folge 3x17)
- 1999: Seven Days – Das Tor zur Zeit (Seven Days, Folge 1x20)
- 2000: Walker, Texas Ranger (Folge 8x18)
- 2007: Heroes (Folge 2x06–2x07)
- 2011: Hawaii Five-0 (Folge 1x13, 2x11)
- 2012–2013: Revenge (6 Folgen)
- 2014: Teen Wolf (Folge 3x17)
- 2014: The Quest – Die Serie (The Librarians, Folge 1x05)
- 2015–2018: The Man in the High Castle (30 Folgen)
- 2016: Grimm (Folge 5x17)
- 2018: Lost in Space – Verschollen zwischen fremden Welten (Lost in Space, 5 Folgen)
- 2021: Navy CIS: L.A. (Folge 13x02)
- 2023: Blue Eye Samurai (6 Folgen, Stimme)